# Strophanthus hispidus
Strophanthus hispidus là một loài thực vật có hoa trong họ La bố ma. Loài này được DC. miêu tả khoa học đầu tiên năm 1802.